# 정선우
정선우(鄭善友, 1982년 5월 2일 ~ )는 대한민국의 배우이다
2003년 10월 SBS 공채 10기로 데뷔한 뒤 본명인 박정선으로 활동해 왔다가 이후 현재의 예명을 사용했다. 《거침없이 하이킥》이후 《히트》 《오포졸》 외엔 연기 활동이 끊겼으며 현재 개인 트레이너로 활동 중이다.

## 출연 작품

### 드라마
- 《폭풍 속으로》 (2004년, SBS)
- 《매직》 (2004년, SBS)
- 《용서》 (2004년, KBS2)
- 《거침없이 하이킥》 (2006년, MBC) - 간호사 유희진 역
- 《히트》 (2007년, MBC) -  여순경 역
- 《오포졸》 (2008년, OBS) - 서 포졸 역

### 뮤직비디오
- M - Last, First Kiss (2005년)
- 신혜성 - 떠나지마 (2005년)
- 수호 - 봄 여름 가을... 겨울 (2006년)